# Cladogelonium madagascariense
Cladogelonium es un género monotípico perteneciente a la familia de las euforbiáceas con una sola especie: Cladogelonium madagascariense que es originaria de Madagascar donde se encuentra en  Analamerana Reserva especial en el norte de Madagascar.

## Taxonomía
Cladogelonium madagascariense fue descrita por George Bentham y publicado en Bulletin de la Société Botanique de France 85: 530–531, f.1 (15–19bis). 1938[1939].